# 죽자니 청춘 살자니 고생
"죽자니 청춘 살자니 고생"은 한국에서 제작된 권철휘 감독의 1964년 영화이다. 김희갑 등이 주연으로 출연하였고 홍성칠 등이 제작에 참여하였다.

## 출연

### 주연
- 김희갑
- 구봉서
- 이경희
- 박응수

## 기타
- 조명: 정수명
- 미술: 홍성칠